# Ванамі (Пенсільванія)
Ванамі (англ. Wanamie) — переписна місцевість (CDP) в США, в окрузі Лузерн штату Пенсільванія. Населення — 580 осіб (2020).

## Географія
Ванамі розташоване за координатами 41°10′28″ пн. ш. 76°2′32″ зх. д. / 41.17444° пн. ш. 76.04222° зх. д. (41.174476, -76.042223).  За даними Бюро перепису населення США в 2010 році переписна місцевість мала площу 2,54 км², з яких 2,54 км² — суходіл та 0,00 км² — водойми.

## Демографія
Згідно з переписом 2010 року, у переписній місцевості мешкало 612 осіб у 242 домогосподарствах у складі 176 родин. Густота населення становила 241 особа/км².  Було 284 помешкання (112/км²).
Расовий склад населення:
| - 97,4 % — білих - 0,7 % — чорних або афроамериканців - 0,5 % — азіатів |

До двох чи більше рас належало 1,0 %. Частка іспаномовних становила 1,6 % від усіх жителів.
За віковим діапазоном населення розподілялося таким чином: 21,6 % — особи молодші 18 років, 63,7 % — особи у віці 18—64 років, 14,7 % — особи у віці 65 років та старші. Медіана віку мешканця становила 41,4 року. На 100 осіб жіночої статі у переписній місцевості припадало 90,7 чоловіків;  на 100 жінок у віці від 18 років та старших — 89,0 чоловіків також старших 18 років.
Середній дохід на одне домашнє господарство  становив 58 543 долари США (медіана — 51 111), а середній дохід на одну сім'ю — 59 518 доларів (медіана — 51 250). За межею бідності перебувало 4,4 % осіб, у тому числі 0,0 % дітей у віці до 18 років та 5,1 % осіб у віці 65 років та старших.
Цивільне працевлаштоване населення становило 367 осіб. Основні галузі зайнятості: виробництво — 24,3 %, освіта, охорона здоров'я та соціальна допомога — 23,2 %, транспорт — 10,1 %, роздрібна торгівля — 9,5 %.